# Le Monde de Narnia : Le Lion, la Sorcière blanche et l'Armoire magique
Pour le jeu vidéo, voir Le Monde de Narnia : Le Lion, la Sorcière blanche et l'Armoire magique (jeu vidéo).
Série
Le Monde de Narnia : Le Prince Caspian
(2008)
Pour plus de détails, voir Fiche technique et Distribution.
Le Monde de Narnia : Le Lion, la Sorcière blanche et l'Armoire magique (The Chronicles of Narnia: The Lion, the Witch and the Wardrobe), ou Les Chroniques de Narnia : L'Armoire magique au Québec, est un film américano-britannique réalisé par Andrew Adamson, sorti en 2005.
Il est tiré du roman de C. S. Lewis, Le Lion, la Sorcière blanche et l'Armoire magique publié en 1950, premier tome de la série littéraire Le Monde de Narnia dans l'ordre d'écriture. Il s'agit du premier film de la série cinématographique Le Monde de Narnia.
Le film a reçu des critiques généralement positives de la part des critiques et un succès au box-office, rapportant plus de 745 millions de dollars dans le monde pour un budget de 180 millions de dollars et devenant ainsi le troisième film le plus rentable de 2005.
Il a donné lieu à deux suites : Le Monde de Narnia : Le Prince Caspian en 2008 et Le Monde de Narnia : L'Odyssée du Passeur d'Aurore en 2010.

## Synopsis
Après un bombardements aérien, pendant la Seconde Guerre mondiale, les enfants Pevensie (Peter, Susan, Edmund, Lucy) sont évacués de Londres vers la maison de campagne du professeur Kirke.
Lors d'une partie de cache-cache, Lucy découvre une armoire et se cache à l'intérieur, pour découvrir qu'elle est entrée dans un monde hivernal magique. Lucy trouve un lampadaire et rencontre un faune nommé M. Tumnus, qui l'invite chez lui et lui dit qu'elle est à Narnia. Tumnus endort Lucy en jouant une berceuse à la flûte, et quand Lucy se réveille, il explique que la sorcière blanche a maudit Narnia pour vivre éternellement l'hiver et ne jamais fêter Noël. Tous les humains rencontrés doivent lui être apportés, mais Tumnus renvoie plutôt Lucy chez elle. De retour dans le monde réel, elle réalise que le temps n'avait presque jamais passé et ses frères et sa sœur ne croient pas son histoire en raison de l'état normal de l’armoire.
Cette nuit, Lucy décide de retourner à Narnia, suivie d'Edmund. Edmund rencontre la sorcière blanche, qui prétend être la reine de Narnia. Edmund lui parle de son frère et de ses sœurs, et aussi de Tumnus. La sorcière lui offre des loukoums et la royauté s'il amène son frère et ses sœurs à son château. Après son départ, Edmund et Lucy se réunissent et sortent de l’armoire. Lucy informe Peter et Susan, mais Edmund ment par dépit. Lorsque Peter et Susan rapportent la question au professeur Kirke, il suggère que Lucy dit la vérité.
Le lendemain, en fuyant la femme de ménage après avoir accidentellement brisé une fenêtre, les quatre frères et sœurs se retirent dans l’armoire et entrent dans Narnia. Peter et Susan réalisent que Lucy avait raison. Ils découvrent que la Sorcière a capturé Tumnus, et ils rencontrent deux castors parlants qui disent qu'Aslan prévoit de revenir et de reprendre le contrôle de Narnia. Les castors expliquent qu’il y a une prophétie qui dit que deux fils d'Adam et deux filles d'Ève seront aux côtés d'Aslan pour vaincre la Sorcière dans une grande bataille.
Edmund se faufile pour rendre visite à la sorcière, mais elle est furieuse qu'il soit venu sans son frère et ses sœurs. Pour gagner sa vie, Edmund révèle à la sorcière qu’il a laissé son frère et ses sœurs chez les castors. La sorcière envoie des loups pour trouver les enfants, et Edmund est emprisonné aux cachots où il rencontre Tumnus. Les enfants et les castors s'échappent. La sorcière demande à Edmund de révéler leur emplacement, Tumnus défend Edmund, mais la sorcière révèle la trahison d'Edmund avant de transformer Tumnus en pierre. Pendant que Peter, Lucy, Susan et les castors voyagent, ils rencontrent le Père Noël, signe que le pouvoir de la sorcière s'affaiblit. Il leur donne des outils pour se défendre — Lucy reçoit une potion de guérison et un poignard. Susan reçoit un arc avec des flèches et un cor d'appel. Et Peter reçoit une épée et un bouclier. Après avoir réussi à échapper aux loups de Maugrim, le groupe atteint le camp d'Aslan, où ils s’aperçoivent qu’Aslan est un lion qui promet d'aider Edmund. Deux loups tendent une embuscade à Lucy et Susan, mais Peter tue Maugrim. Les troupes d'Aslan suivent l'autre loup jusqu'au camp de la sorcière et sauvent Edmund.
La sorcière blanche se rend au camp d'Aslan pour réclamer Edmund, mais Aslan se sacrifie secrètement à sa place. Cette nuit-là, alors que Lucy et Susan regardent secrètement, la sorcière blanche tue Aslan, puis déploie une armée pour massacrer les troupes d'Aslan. Lucy et Susan envoient un avertissement et Edmund persuade Peter de prendre le commandement. Le matin, les deux armées s'affrontent violemment au combat. Pendant ce temps, Aslan est ressuscité, citant la magie au-delà de la compréhension de la sorcière. Aslan emmène ensuite Susan et Lucy au château de la sorcière pour libérer les prisonniers pétrifiés. Edmund est mortellement blessé alors qu'il sauve Peter de la Sorcière. Ayant vu son petit frère blessé, Peter affronte la sorcière, mais les renforts arrivent et Aslan tue la Sorcière. Edmund est guéri par la potion de guérison de Lucy. Les Pevensies sont couronnés, le roi Peter le Magnifique, la reine Susan la Douce, le roi Edmund le Juste, et la reine Lucy la Vaillante. Après la cérémonie, Aslan s’en va, mais Tumnus dit à Lucy qu'ils le reverront le moment venu.
Des années plus tard, les Pevensie, maintenant adultes, poursuivent un cerf blanc. Ils rencontrent le lampadaire que Lucy a vu pour la première fois lorsqu'elle est entrée à Narnia. Ils traversent la garde-robe, et en sortant de l’armoire redeviennent enfants. Le professeur Kirke les trouve et leur demande pourquoi ils étaient dans l’armoire. Peter dit qu'il ne les croirait pas s'ils lui disaient ce à quoi il répond : « Allez savoir. »
Scène post-générique
Le soir, Lucy tente d'utiliser l’armoire, mais le professeur Kirke lui dit qu'il a également essayé et qu'ils ne retourneront probablement à Narnia que lorsqu'ils s'y attendront le moins. La scène se termine sur un plan de l’armoire dont la porte s’entrouvre, laissant apparaître un mince filet de lumière, et dont le rugissement d’un lion retentit dans la nuit.

## Fiche technique
Sauf indication contraire, les informations mentionnées dans cette section peuvent être confirmées par les bases de données cinématographiques IMDb et Allociné,  présentes dans la section « Liens externes ».
- Titre original : The Chronicles of Narnia: The Lion, the Witch and the Wardrobe
- Titre français : Le Monde de Narnia : Chapitre 1 - Le Lion, la Sorcière blanche et l'Armoire magique
- Titre québécois : Les Chroniques de Narnia : L'Armoire magique[1]
- Réalisation : Andrew Adamson
- Scénario : Ann Peacock, Andrew Adamson, Christopher Markus et Stephen McFeely, d'après le roman Le Lion, la Sorcière blanche et l'Armoire magique de C. S. Lewis
- Musique : Harry Gregson-Williams
  - Musiques additionnelles : Stephen Barton
- Direction artistique : Jules Cook, Ian Gracie, Karen Murphy et Jeffrey Thorp
- Casting : Pippa Hall et Gail Stevens
- Décors : Roger Ford
- Costumes : Isis Mussenden
- Maquillage et coiffure : Nikki Gooley
- Photographie : Donald McAlpine
- Son : Richard Beggs, Terry Porter et Dean A. Zupancic
- Montage : Sim Evan-Jones et Jim May
- Supervision des effets visuels : Dean Wright
- Supervision du maquillage : Howard Berger
- Production : Mark Johnson et Philip Steuer
  - Production en République tchèque : David Minkowski et Matthew Stillman
  - Direction de production : Brigham Taylor
  - Production exécutive : Andrew Adamson et Perry Moore
  - Production associée : K.C. Hodenfield
  - Coproduction : Douglas Gresham
- Sociétés de production : Walt Disney Pictures et Walden Media
- Sociétés de distribution : Buena Vista Pictures (États-Unis) ; Buena Vista International (Royaume-Uni, France et Suisse)
- Budget : 180 millions de dollars[2],[3]
- Pays de production :  États-Unis,  Royaume-Uni[4]
- Langues originales : anglais, allemand, langue des signes brésilienne
- Format : couleur (Technicolor) - 2,39:1 (CinemaScope - Panavision) - 35 mm - son DTS / Dolby Digital / SDDS
- Genre : fantastique, aventure, fantasy et heroic fantasy[5],[6]
- Durée : 143 minutes ; 150 minutes (version longue)
- Dates de sortie[7] :
  - Royaume-Uni : 8 décembre 2005
  - États-Unis, Québec : 9 décembre 2005[1]
  - France, Belgique, Suisse romande : 21 décembre 2005[8],[9],[10]
- Classification :
  - États-Unis : des scènes peuvent heurter les enfants - accord parental souhaitable (PG - Parental Guidance Suggested)[N 1]
  - Royaume-Uni : pour un public de 8 ans et plus - accord parental souhaitable (PG - Parental Guidance)
  - France : tous publics (conseillé à partir de 8 ans)[8],[11]
  - Belgique : tous publics (jeune public) (Alle Leeftijden)[9]
  - Suisse romande : interdit aux moins de 10 ans[12]
  - Québec : tous publics (G - General Rating)[1]

## Distribution

### Acteurs
- William Moseley (VF : Paolo Domingo ; VQ : Nicolas Bacon) : Peter Pevensie
  - Noah Huntley (VF : Xavier Fagnon) : Peter Pevensie, adulte
- Anna Popplewell (VF : Marie Tirmont ; VQ : Stéfanie Dolan) : Susan Pevensie
  - Sophie Winkleman (VF : Barbara Delsol) : Susan Pevensie, adulte
- Skandar Keynes (VF : Gwenaël Sommier ; VQ : François-Nicolas Dolan) : Edmund Pevensie
  - Mark Wells : Edmund Pevensie, adulte
- Georgie Henley (VF : Lutèce Ragueneau ; VQ : Rosemarie Houde) : Lucy Pevensie
  - Rachael Henley (VQ : Kim Jalabert) : Lucy Pevensie, adulte
- Tilda Swinton (VF : Françoise Cadol ; VQ : Anne Dorval) : Jadis, la Sorcière blanche
- James McAvoy (VF : Alexis Victor ; VQ : Philippe Martin) : M. Tumnus, le faune
- Jim Broadbent (VF : Michel Ruhl ; VQ : Hubert Fielden) : le professeur Digory Kirke
- James Cosmo (VF : Jean-Claude Sachot) : le père Noël
- Shane Rangi : le général Otmin, chef de l'armée de la Sorcière blanche
- Patrick Kake (en) (VF : Bruno Magne ; VQ : Pierre Auger) : Oreius
- Judy McIntosh (VF : Danièle Douet) : Helen Pevensie
- Elizabeth Hawthorne (VF : Tania Torrens) : Mme McReady
- Kiran Shah (VF : Alexandre Aubry) : Ginarrbrik

### Voix
- Liam Neeson (VF : Omar Sharif ; VQ : Denis Mercier) : le lion Aslan
- Ray Winstone (VF : Patrice Melennec ; VQ : Luis de Cespedes) : M. Castor
- Dawn French (VF : Nicole Favart ; VQ : Claudine Chatel) : Mme Castor
- Michael Madsen (VF : Éric Herson-Macarel) : Maugrim le loup
- Rupert Everett (VF : Patrick Poivey ; VQ : Daniel Picard) : le renard
- Douglas Gresham : l'annonceur radio

Version française dirigée par Barbara Tissier (et Réjane Schauffelberger pour la version DVD Deluxe) chez Dubbing Brothers, d'après une adaptation des dialogues d'Houria Belhadji,.

## Production

### Genèse
Il ne s'agit pas de la première adaptation du roman. Il y eut tout d'abord The Lion, the Witch and the Wardrobe, série de dix épisodes de 30 minutes réalisée en 1967, suivi par Le Lion et la Sorcière blanche, film d'animation réalisé par Bill Meléndez en 1979 et enfin, The Lion, the Witch and the Wardrobe, téléfilm anglo-saxon de près de trois heures réalisé par Marilyn Fox en 1988.

### Développement
Au début des années 1990, les producteurs Frank Marshall et Kathleen Kennedy prévoyaient une adaptation du roman de C. S. Lewis, mais ils n'ont pas pu trouver de lieu en Grande-Bretagne pour tourner le film en 1996 et leurs plans pour mettre le film dans les temps modernes ont fait que Douglas Gresham s'oppose au film, en plus de son sentiment que la technologie n'avait pas encore rattrapé son retard. En 2001, Walden Media a annoncé qu'ils avaient acquis les droits adaptation de la série littéraire Le Monde de Narnia.
Au départ, le film devait être distribué par Paramount Pictures mais c’est finalement Walt Disney Pictures qui accueille les droits de distribution. En effet, le succès d'Harry Potter à l'école des sorciers a incité les producteurs à penser qu'ils pouvaient faire une adaptation fidèle du roman qui se déroule en Grande-Bretagne. « Harry Potter est arrivé, et toutes ces lignes culturelles ou géographiques ont été brisées », a expliqué Mark Johnson. « Lorsque Le Monde de Narnia était en cours de développement chez Paramount, l'impératif était de le situer aux États-Unis, et il ne tient tout simplement pas. Ce n'est pas le livre. » Concernant le choix de réalisateur, Guillermo del Toro était le premier choix sur la liste mais ce dernier a refusé l'offre en raison de son engagement sur son film Le Labyrinthe de Pan. Le réalisateur Andrew Adamson, connu pour avoir réalisé Shrek, dont il remportera un Oscar, entend parler du projet et négocie pour obtenir le poste de réalisateur de ce film. Adamson déclare qu’il est un immense fan de la série littéraire Le Monde de Narnia, et qu’il ne voudrait pas laisser échapper cette occasion. Il obtiendra finalement le poste de la réalisation et commencé à adapter le matériel source avec un traitement de 20 pages basé sur ses souvenirs du livre.

### Attribution des rôles
Le casting a été un long processus pour les rôles des Pevensies. À partir de 2002, Andrew Adamson a passé en revue 2 500 cassettes d'audition, et a rencontré 1 800 enfants avant de descendre aux quatre derniers acteurs pour les Pevensies. William Moseley et Anna Popplewell sont venus dès le début au casting, tandis que Georgie Henley et Skandar Keynes se sont lancés relativement tard. Moseley a été choisi parce que la directrice de casting Pippa Hall se souvenait qu'elle l'avait choisi en 1998 pour un rôle de figurant dans Cider with Rosie. Il a battu 3 000 garçons pour le rôle de Peter et a quitté l'école pour apprendre tous ses dialogues.
Michelle Pfeiffer s'était vue offrir le rôle de la Sorcière blanche mais dut décliner l'offre pour cause d'obligations familiales, elle aura été la seule star hollywoodienne à avoir été contactée pour un rôle. Le rôle de la sorcière blanche a donc été confié à Tilda Swinton, qui avait d’ailleurs refusé le rôle de Sibylle Trelawney dans Harry Potter et le Prisonnier d'Azkaban. À l’origine, la chevelure de l’actrice incarnant la sorcière blanche devait être noire, pour correspondre à la description du personnage dans le roman. Les enfants du superviseur maquillage Howard Berger, qui sont venus lui rendre visite, lui ont suggéré de changer la couleur des cheveux de la sorcière blanche du noir au blond, ce que Berger a accepté lorsqu'il s'est rendu compte que la perruque de Swinton avait l'air trop gothique.
James McAvoy est choisi pour incarner Tumnus.
Rupert Everett qui prête sa voix au renard, avait déjà travaillé avec le réalisateur pour le film Shrek 2 dans le rôle de prince Charmant.
Le rôle du professeur Digory Kirke devait à l'origine être interprété par Marlon Brando, mais celui-ci décéda en 2004 quelques mois avant le tournage de ses scènes. C'est finalement l'acteur Jim Broadbent qui reprendra le rôle.
La voix d'Aslan était un point de discorde. Brian Cox a été initialement choisi pour le rôle, mais Adamson a changé d'avis. Liam Neeson a été annoncé comme voix d'Aslan en 2005.

### Tournage
La première scène tournée a eu lieu à l'ancienne base RNZAF de Hobsonville pour la scène ferroviaire. Par la suite, ils ont tourné la scène Blitz, qu'Adamson a appelée leur premier jour officiel de tournage.
Le tournage commence en Nouvelle-Zélande le 28 juin 2004, dans l'ordre principalement chronologique, Adamson l'a fait afin de créer naturellement un sentiment de développement mature à partir de ses jeunes acteurs, ce qui reflétait leur développement réel. Georgie Henley et Skandar Keynes n'ont jamais été montrés sur le plateau avant de tourner des scènes de leurs personnages entrant dans Narnia, et Henley n'avait pas non plus vu James McAvoy dans son costume de M. Tumnus avant de tourner leurs scènes ensemble. D’ailleurs, lors de la scène où Lucy (joué par Georgie Henley) entre pour la première fois dans le monde de Narnia, sa réaction était bien réel et naturel. Le réalisateur avait insisté pour que l’actrice ne découvre pas le décor avant de tourner la scène.
L’équipe a demandé la permission d'amener douze rennes en Nouvelle-Zélande pour tirer le traîneau de la sorcière blanche. L’offre a été refusés par le ministère de l'Agriculture et des Forêts, citant comme raison la fièvre potentiellement mortelle, dont souffre la population de rennes nord-américaine. Cependant, dix loups et loups hybrides ont été autorisés à filmer à Auckland. Pour remplacer les rennes vivants refusés, Creature Effects, Inc. de Mark Rappaport a créé quatre rennes animatroniques qui ont été utilisés dans des plans où le cerf était en place. Les rennes ont été conçus avec des peaux remplaçables pour obtenir le plus d'utilisation ; brun pour le Père Noël et blanc pour ceux de la sorcière blanche.
Les acteurs et l'équipe ont passé leur temps en Nouvelle-Zélande à Auckland avant de déménager en novembre sur l'île du Sud. Les lieux de tournage sur l'île du Sud comprenaient Flock Hill à Canterbury, la région connue sous le nom d'Elephant Rocks près deDuntroon à North Otago, qui a été transformée en camp d'Aslan. La scène du château a été filmée dans la baie de Purakaunui, dans le district de Catlins, non loin du point le plus au sud de la Nouvelle-Zélande.
Ils ont filmé en République tchèque (Prague et parc national České Švýcarsko), en Slovénie et en Pologne après les vacances de Noël, avant de se terminer en février.

### Musique
La bande originale a été composée par Harry Gregson-Williams, qui avait précédemment travaillé avec Adamson sur Shrek (2001) et Shrek 2 (2004).

#### Bande originale
| The Chronicles of Narnia: The Lion, the Witch and the Wardrobe | The Chronicles of Narnia: The Lion, the Witch and the Wardrobe | The Chronicles of Narnia: The Lion, the Witch and the Wardrobe | The Chronicles of Narnia: The Lion, the Witch and the Wardrobe | The Chronicles of Narnia: The Lion, the Witch and the Wardrobe | The Chronicles of Narnia: The Lion, the Witch and the Wardrobe | The Chronicles of Narnia: The Lion, the Witch and the Wardrobe | The Chronicles of Narnia: The Lion, the Witch and the Wardrobe | The Chronicles of Narnia: The Lion, the Witch and the Wardrobe | The Chronicles of Narnia: The Lion, the Witch and the Wardrobe |
| No                                                             | Titre                                                          | Interprète                                                     | Durée                                                          |                                                                |                                                                |                                                                |                                                                |                                                                |                                                                |
| -------------------------------------------------------------- | -------------------------------------------------------------- | -------------------------------------------------------------- | -------------------------------------------------------------- | -------------------------------------------------------------- | -------------------------------------------------------------- | -------------------------------------------------------------- | -------------------------------------------------------------- | -------------------------------------------------------------- | -------------------------------------------------------------- |
| 1.                                                             | The Blitz, 1940                                                |                                                                | 2:33                                                           |                                                                |                                                                |                                                                |                                                                |                                                                |                                                                |
| 2.                                                             | Evacuating London                                              |                                                                | 3:39                                                           |                                                                |                                                                |                                                                |                                                                |                                                                |                                                                |
| 3.                                                             | The Wardrobe                                                   |                                                                | 2:55                                                           |                                                                |                                                                |                                                                |                                                                |                                                                |                                                                |
| 4.                                                             | Lucy Meets Mr. Tumnus                                          |                                                                | 4:11                                                           |                                                                |                                                                |                                                                |                                                                |                                                                |                                                                |
| 5.                                                             | A Narnia Lullaby                                               |                                                                | 1:13                                                           |                                                                |                                                                |                                                                |                                                                |                                                                |                                                                |
| 6.                                                             | The White Witch                                                |                                                                | 5:31                                                           |                                                                |                                                                |                                                                |                                                                |                                                                |                                                                |
| 7.                                                             | From Western Woods Of The Beaversdam                           |                                                                | 3:34                                                           |                                                                |                                                                |                                                                |                                                                |                                                                |                                                                |
| 8.                                                             | Father Christmas                                               |                                                                | 3:20                                                           |                                                                |                                                                |                                                                |                                                                |                                                                |                                                                |
| 9.                                                             | To Aslan's Camp                                                |                                                                | 3:12                                                           |                                                                |                                                                |                                                                |                                                                |                                                                |                                                                |
| 10.                                                            | Knighting Peter                                                |                                                                | 3:49                                                           |                                                                |                                                                |                                                                |                                                                |                                                                |                                                                |
| 11.                                                            | The Stone Table                                                |                                                                | 8:07                                                           |                                                                |                                                                |                                                                |                                                                |                                                                |                                                                |
| 12.                                                            | The Battle                                                     |                                                                | 7:08                                                           |                                                                |                                                                |                                                                |                                                                |                                                                |                                                                |
| 13.                                                            | Only The Beginning Of The Adventure                            |                                                                | 5:32                                                           |                                                                |                                                                |                                                                |                                                                |                                                                |                                                                |
| 14.                                                            | Can't Take It In                                               | Imogen Heap                                                    | 4:43                                                           |                                                                |                                                                |                                                                |                                                                |                                                                |                                                                |
| 15.                                                            | Wunderkind                                                     | Alanis Morissette                                              | 5:20                                                           |                                                                |                                                                |                                                                |                                                                |                                                                |                                                                |
| 16.                                                            | Winter Light                                                   | Tim Finn (en)                                                  | 4:13                                                           |                                                                |                                                                |                                                                |                                                                |                                                                |                                                                |
| 17.                                                            | Where (Bonus Track)                                            | Lisbeth Scott (en)                                             | 1:55                                                           |                                                                |                                                                |                                                                |                                                                |                                                                |                                                                |
| 70:40                                                          |                                                                |                                                                |                                                                |                                                                |                                                                |                                                                |                                                                |                                                                |                                                                |

## Accueil

### Accueil critique
Sur Rotten Tomatoes, le film a une note d'approbation de 76 % sur la base de 217 critiques, avec une note moyenne de 7,00/10. Le consensus critique du site se lit comme suit : « Avec des effets spéciaux de premier ordre et une narration convaincante, cette adaptation reste fidèle à son matériel source et plaira aux cinéphiles de tous âges. » Sur Metacritic, le film détient une note pondérée moyenne de 75 sur 100, sur la base de 39 critiques, ce qui indique des « avis généralement favorables ». CinemaScore a rapporté que le public a donné au film une note rare « A+ ».
En France, sur le site Allociné, la presse françaises mets une note moyenne de 3,5 sur 5, et les spectateurs une note de 3,2 sur 5.

### Box-office
| Pays ou région | Box-office                     | Date d'arrêt du box-office | Nombre de semaines |
| -------------- | ------------------------------ | -------------------------- | ------------------ |
| Monde          | 744 782 845 $[réf. nécessaire] | N/A                        | N/A                |
| États-Unis     | 291 709 845 $                  | N/A                        | N/A                |
| France         | 5 262 467 entrées              | N/A                        | N/A                |

Le film a débuté avec 23 006 856 $ sur environ 6 800 écrans dans 3 616 de salles de cinéma le jour de son ouverture aux États-Unis, avec une moyenne de 6 363 $ par salle ou 3 383 $ par écran. Le film a remporté un total de 65 556 312 $ lors de son week-end d'ouverture (9-11 décembre 2005), le 24e meilleur week-end d'ouverture à l'époque (maintenant 54e). C'était également le troisième plus grand week-end d'ouverture de Disney à l'époque (maintenant le 34e plus grand) ainsi que la deuxième plus grande ouverture en décembre, derrière Le Seigneur des Anneaux : Le Retour du Roi. Il est maintenant quatrième après l'ouverture en 2012 de Le Hobbit : Un voyage inattendu, la sortie en 2007 de Je suis une légende, et la sortie en 2009 d'Avatar. De plus, il a été le troisième plus grand week-end d'ouverture de 2005. Il a rapporté 291 710 957 $ au total, devenant ainsi le deuxième film le plus rentable de 2005 derrière Star Wars, épisode III : La Revanche des Sith, et devant Harry Potter et la Coupe de feu. C'est le film le plus rentable de la période des vacances de 2005, le deuxième film le plus rentable, la sixième plus grande adaptation de livres pour famille et enfants, le neuvième film fantastique et d'action réelle le plus rentable et le 10e film le plus rentable dans l'histoire de la société Disney. Enfin, c'est le plus grand succès de Walden Media au monde. Box Office Mojo estime que le film s'est vendu à plus de 45 millions de billets en Amérique du Nord.
Dans le monde entier, le film a gagné 745 013 115 $, ce qui en fait le 55e film le plus rentable de tous les temps au monde. Il a eu une ouverture mondiale de 107,1 millions de dollars, marquant la cinquième plus grande ouverture de Disney au monde (à l'époque, c'était la plus grande). C'est le troisième plus grand film au monde parmi ceux sortis en 2005 et il reste le film le plus rentable de la franchise Narnia dans le monde entier, et séparément en Amérique du Nord et à l'étranger.
En France, le film a fait 1 813 554 entrées pour sa première semaine, et il fut un succès en territoire français avec au total 5 262 467 entrées. Et contrairement aux États-Unis, il est le troisième film le plus rentable de 2005 en France, derrière Star Wars, épisode III : La Revanche des Sith et Harry Potter et la Coupe de feu. Le film a d’ailleurs dépassé deux autres grands succès en territoire français : Brice de Nice et Charlie et la Chocolaterie.

## Distinctions

### Distinctions2005
| Distinctions 2005 du film Le Monde de Narnia : Le Lion, la Sorcière blanche et l'Armoire magique | Distinctions 2005 du film Le Monde de Narnia : Le Lion, la Sorcière blanche et l'Armoire magique | Distinctions 2005 du film Le Monde de Narnia : Le Lion, la Sorcière blanche et l'Armoire magique | Distinctions 2005 du film Le Monde de Narnia : Le Lion, la Sorcière blanche et l'Armoire magique | Distinctions 2005 du film Le Monde de Narnia : Le Lion, la Sorcière blanche et l'Armoire magique |
| Évènements                                                                                       | Catégorie / Récompense                                                                           | Nommé(es) / Lauréat(es)                                                                          | Résultats                                                                                        |                                                                                                  |
| ------------------------------------------------------------------------------------------------ | ------------------------------------------------------------------------------------------------ | ------------------------------------------------------------------------------------------------ | ------------------------------------------------------------------------------------------------ | ------------------------------------------------------------------------------------------------ |
| Hollywood Film Awards                                                                            | Compositeur de l'année                                                                           | Harry Gregson-Williams                                                                           | Lauréat                                                                                          |                                                                                                  |
| Hollywood Film Awards                                                                            | Maquillage de l'année                                                                            | Greg Nicotero                                                                                    | Lauréat                                                                                          |                                                                                                  |
| Phoenix Film Critics Society Awards                                                              | Meilleure jeune actrice dans un rôle principal ou dans un rôle secondaire                        | Georgie Henley                                                                                   | Lauréat                                                                                          |                                                                                                  |
| Rondo Hatton Classic Horror Awards                                                               | Meilleur film                                                                                    | Andrew Adamson                                                                                   | Nomination                                                                                       |                                                                                                  |
| Satellite Awards                                                                                 | Satellite Award du meilleur film d'animation ou multimédia                                       | Le Monde de Narnia : Le Lion, la Sorcière blanche et l'Armoire magique                           | Lauréat                                                                                          |                                                                                                  |

### Distinctions2006
| Distinctions 2006 du film Le Monde de Narnia : Le Lion, la Sorcière blanche et l'Armoire magique | Distinctions 2006 du film Le Monde de Narnia : Le Lion, la Sorcière blanche et l'Armoire magique | Distinctions 2006 du film Le Monde de Narnia : Le Lion, la Sorcière blanche et l'Armoire magique | Distinctions 2006 du film Le Monde de Narnia : Le Lion, la Sorcière blanche et l'Armoire magique | Distinctions 2006 du film Le Monde de Narnia : Le Lion, la Sorcière blanche et l'Armoire magique |
| Évènements                                                                                       | Catégorie / Récompense                                                                           | Nommé(es) / Lauréat(es) | Résultats                                                                                        |                                                                                                  |
| ------------------------------------------------------------------------------------------------ | ------------------------------------------------------------------------------------------------ | --- | ------------------------------------------------------------------------------------------------ | ------------------------------------------------------------------------------------------------ |
| Academy of Science Fiction, Fantasy and Horror Films - Saturn Award                              | Saturn Award des meilleurs costumes                                                              | Isis Mussenden | Lauréat                                                                                          |                                                                                                  |
| Academy of Science Fiction, Fantasy and Horror Films - Saturn Award                              | Saturn Award du meilleur maquillage                                                              | Howard Berger, Nikki Gooley et Greg Nicotero | Lauréat                                                                                          |                                                                                                  |
| Academy of Science Fiction, Fantasy and Horror Films - Saturn Award                              | Meilleur film fantastique                                                                        | Le Monde de Narnia : Le Lion, la Sorcière blanche et l'Armoire magique | Nomination                                                                                       |                                                                                                  |
| Academy of Science Fiction, Fantasy and Horror Films - Saturn Award                              | Meilleure réalisation                                                                            | Andrew Adamson | Nomination                                                                                       |                                                                                                  |
| Academy of Science Fiction, Fantasy and Horror Films - Saturn Award                              | Meilleure actrice                                                                                | Tilda Swinton | Nomination                                                                                       |                                                                                                  |
| Academy of Science Fiction, Fantasy and Horror Films - Saturn Award                              | Meilleur jeune acteur                                                                            | William Moseley | Nomination                                                                                       |                                                                                                  |
| Academy of Science Fiction, Fantasy and Horror Films - Saturn Award                              | Meilleur scénario                                                                                | Andrew Adamson, Ann Peacock, Christopher Markus et Stephen McFeely | Nomination                                                                                       |                                                                                                  |
| Academy of Science Fiction, Fantasy and Horror Films - Saturn Award                              | Meilleurs effets spéciaux                                                                        | Jim Berney, Scott Farrar, Bill Westenhofer et Dean Wright | Nomination                                                                                       |                                                                                                  |
| Annie Awards                                                                                     | Meilleure animation de personnage                                                                | Matt Shumway | Nomination                                                                                       |                                                                                                  |
| Australian Film Institute                                                                        | Excellence dans le cinéma pour les décors                                                        | Roger Ford | Nomination                                                                                       |                                                                                                  |
| Australian Film Institute                                                                        | Excellence dans le cinéma pour la photographie                                                   | Donald McAlpine | Nomination                                                                                       |                                                                                                  |
| BAFTA - British Academy Film and Television Arts Awards                                          | British Academy Film Award des meilleurs maquillages et coiffures                                | Howard Berger, Nikki Gooley et Greg Nicotero | Lauréat                                                                                          |                                                                                                  |
| BAFTA - British Academy Film and Television Arts Awards                                          | Meilleurs costumes                                                                               | Isis Mussenden | Nomination                                                                                       |                                                                                                  |
| BAFTA - British Academy Film and Television Arts Awards                                          | Meilleurs effets visuels                                                                         | Jim Berney, Scott Farrar, Bill Westenhofer et Dean Wright | Nomination                                                                                       |                                                                                                  |
| BMI Film and TV Awards                                                                           | Prix BMI de la meilleure musique de film                                                         | Harry Gregson-Williams | Lauréat                                                                                          |                                                                                                  |
| Character and Morality in Entertainment Awards                                                   | Camie de la meilleure équipe de film                                                             | Charlie Nelson (Walt Disney Pictures) Brigham Taylor (Disney vice-president productions) Mark Johnson (producteur) Philip Steuer (producteur) Douglas Gresham (coproducteur) Andrew Adamson (réalisateur) Ann Peacock (scénario) Christopher Markus (scénario) Stephen McFeely (scénario) Georgie Henley (actrice) William Moseley (acteur) Skandar Keynes (acteur) Anna Popplewell (actrice) | Lauréat                                                                                          |                                                                                                  |
| Chicago Film Critics Association Awards                                                          | Actrice la plus prometteuse                                                                      | Georgie Henley | Nomination                                                                                       |                                                                                                  |
| Costume Designers Guild Awards                                                                   | Meilleurs costumes pour un film fantastique                                                      | Isis Mussenden | Lauréat                                                                                          |                                                                                                  |
| Critics Choice Awards                                                                            | Critics' Choice Movie Award du meilleur film de famille                                          | Le Monde de Narnia : Le Lion, la Sorcière blanche et l'Armoire magique | Lauréat                                                                                          |                                                                                                  |
| Critics Choice Awards                                                                            | Meilleure jeune actrice                                                                          | Georgie Henley | Nomination                                                                                       |                                                                                                  |
| Empire Awards                                                                                    | Meilleur espoir féminin                                                                          | Georgie Henley | Nomination                                                                                       |                                                                                                  |
| Empire Awards                                                                                    | Meilleur espoir masculin                                                                         | James McAvoy | Nomination                                                                                       |                                                                                                  |
| Empire Awards                                                                                    | Meilleur film fantastique ou de science-fiction                                                  | Le Monde de Narnia : Le Lion, la Sorcière blanche et l'Armoire magique | Nomination                                                                                       |                                                                                                  |
| GMA Dove Award                                                                                   | Dove de l'album événement spécial de l'année                                                     | Steven Curtis Chapman, Jars of Clay, Jeremy Camp, Rebecca St. James, Toby McKeehan, Nichole Nordeman, David Crowder, Aaron Sprinkle et Chris Tomlin | Lauréat                                                                                          |                                                                                                  |
| Gold Derby Awards                                                                                | Meilleure direction artistique                                                                   | Kerrie Brown, Jules Cook, Ian Gracie, Karen Murphy et Jeffrey Thorp | Nomination                                                                                       |                                                                                                  |
| Gold Derby Awards                                                                                | Meilleurs costumes                                                                               | Isis Mussenden | Nomination                                                                                       |                                                                                                  |
| Gold Derby Awards                                                                                | Meilleur maquillage et coiffure                                                                  | Howard Berger et Tami Lane | Nomination                                                                                       |                                                                                                  |
| Gold Derby Awards                                                                                | Meilleurs effets visuels                                                                         | Jim Berney, Scott Farrar, Bill Westenhofer et Dean Wright | Nomination                                                                                       |                                                                                                  |
| Golden Globes                                                                                    | Meilleure chanson originale                                                                      | Alanis Morissette | Nomination                                                                                       |                                                                                                  |
| Golden Globes                                                                                    | Meilleure musique de film                                                                        | Harry Gregson-Williams | Nomination                                                                                       |                                                                                                  |
| Humanitas Prizes                                                                                 | Catégorie long métrage                                                                           | Andrew Adamson, Ann Peacock, Christopher Markus et Stephen McFeely | Nomination                                                                                       |                                                                                                  |
| International Online Cinema Awards (INOCA)                                                       | Meilleur maquillage et coiffure                                                                  | Le Monde de Narnia : Le Lion, la Sorcière blanche et l'Armoire magique | Nomination                                                                                       |                                                                                                  |
| Italian Online Movie Awards                                                                      | Meilleur maquillage                                                                              | Le Monde de Narnia : Le Lion, la Sorcière blanche et l'Armoire magique | Nomination                                                                                       |                                                                                                  |
| London Film Critics Circle                                                                       | Meilleur acteur britannique dans un second rôle                                                  | James McAvoy | Nomination                                                                                       |                                                                                                  |
| London Film Critics Circle                                                                       | Meilleure actrice britannique dans un second rôle                                                | Tilda Swinton | Nomination                                                                                       |                                                                                                  |
| Motion Picture Sound Editors                                                                     | Meilleur montage son dans un long métrage : dialogue et remplacement automatisé des dialogues    | David Bach, Richard Beggs, David V. Butler, Laura Graham, Kimberly Harris, Michele Perrone et George Watters II | Nomination                                                                                       |                                                                                                  |
| Motion Picture Sound Editors                                                                     | Meilleur montage son dans un long métrage - Effets sonores et bruitages                          | Richard Beggs, John T. Cucci, Heather Gross, Matthew Harrison, Suhail Kafity, James Likowski, Victoria Martin, F. Hudson Miller, John Morris, R.J. Palmer, Chuck Michael, Dan O'Connell, Todd Toon, George Watters II et Gary Wright | Nomination                                                                                       |                                                                                                  |
| MovieGuide Awards                                                                                | Meilleur film pour les familles                                                                  | Le Monde de Narnia : Le Lion, la Sorcière blanche et l'Armoire magique | Lauréat                                                                                          |                                                                                                  |
| MovieGuide Awards                                                                                | Prix de l'épiphanie du film le plus inspirant                                                    | Le Monde de Narnia : Le Lion, la Sorcière blanche et l'Armoire magique | Lauréat                                                                                          |                                                                                                  |
| MTV Movie & TV Awards                                                                            | Meilleure méchante                                                                               | Tilda Swinton | Nomination                                                                                       |                                                                                                  |
| NRJ Ciné Awards                                                                                  | Top of the box-office                                                                            | Le Monde de Narnia : Le Lion, la Sorcière blanche et l'Armoire magique | Nomination                                                                                       |                                                                                                  |
| Online Film and Television Association                                                           | Meilleure performance jeunesse                                                                   | Georgie Henley | Nomination                                                                                       |                                                                                                  |
| Online Film and Television Association                                                           | Meilleurs maquillages et coiffures                                                               | Howard Berger, Mark Boley, Nikki Gooley, Beth Hathaway, Tami Lane, Greg Nicotero, Ben Rittenhouse et David Wogh | Nomination                                                                                       |                                                                                                  |
| Online Film Critics Society Awards                                                               | Meilleure révélation                                                                             | Georgie Henley | Nomination                                                                                       |                                                                                                  |
| Oscars                                                                                           | Oscar des meilleurs maquillages                                                                  | Howard Berger et Tami Lane | Lauréat                                                                                          |                                                                                                  |
| Oscars                                                                                           | Meilleur mixage de son                                                                           | Tony Johnson, Terry Porter et Dean A. Zupancic | Nomination                                                                                       |                                                                                                  |
| Oscars                                                                                           | Meilleurs effets visuels                                                                         | Jim Berney, Scott Farrar, Bill Westenhofer et Dean Wright | Nomination                                                                                       |                                                                                                  |
| Prix Hugo                                                                                        | Meilleure présentation dramatique (format long)                                                  | Andrew Adamson, C. S. Lewis, Ann Peacock, Christopher Markus et Stephen McFeely | Nomination                                                                                       |                                                                                                  |
| Russian National Movie Awards                                                                    | Meilleur film à succès                                                                           | Le Monde de Narnia : Le Lion, la Sorcière blanche et l'Armoire magique | Nomination                                                                                       |                                                                                                  |
| Satellite Awards                                                                                 | Meilleur DVD supplémentaire                                                                      | Le Monde de Narnia : Le Lion, la Sorcière blanche et l'Armoire magique | Nomination                                                                                       |                                                                                                  |
| Visual Effects Society Awards                                                                    | Meilleurs effets visuels dans un film axé sur les effets                                         | Jim Berney, Randy Starr, Bill Westenhofer et Dean Wright | Nomination                                                                                       |                                                                                                  |
| Visual Effects Society Awards                                                                    | Meilleur personnage animé dans un film en prise de vues réelles                                  | Richard Baneham, Erik De Boer, Matt Logue et Joe Ksander | Nomination                                                                                       |                                                                                                  |
| World Soundtrack Awards                                                                          | Meilleure chanson originale écrite pour un film                                                  | Harry Gregson-Williams et Imogen Heap | Nomination                                                                                       |                                                                                                  |
| Young Artist Awards                                                                              | Meilleure jeune actrice âgée au maximum de 10 ans ou moins dans un film                          | Georgie Henley | Lauréat                                                                                          |                                                                                                  |
| Young Artist Awards                                                                              | Meilleur film dramatique                                                                         | Le Monde de Narnia : Le Lion, la Sorcière blanche et l'Armoire magique | Lauréat                                                                                          |                                                                                                  |
| Young Artist Awards                                                                              | Meilleur jeune acteur dans un long métrage (comédie ou drame)                                    | William Moseley | Nomination                                                                                       |                                                                                                  |

### Distinctions2007
| Distinctions 2007 du film Le Monde de Narnia : Le Lion, la Sorcière blanche et l'Armoire magique | Distinctions 2007 du film Le Monde de Narnia : Le Lion, la Sorcière blanche et l'Armoire magique | Distinctions 2007 du film Le Monde de Narnia : Le Lion, la Sorcière blanche et l'Armoire magique | Distinctions 2007 du film Le Monde de Narnia : Le Lion, la Sorcière blanche et l'Armoire magique | Distinctions 2007 du film Le Monde de Narnia : Le Lion, la Sorcière blanche et l'Armoire magique |
| Évènements                                                                                       | Catégorie / Récompense                                                                           | Nommé(es) / Lauréat(es)                                                                          | Résultats                                                                                        |                                                                                                  |
| ------------------------------------------------------------------------------------------------ | ------------------------------------------------------------------------------------------------ | ------------------------------------------------------------------------------------------------ | ------------------------------------------------------------------------------------------------ | ------------------------------------------------------------------------------------------------ |
| Academy of Science Fiction, Fantasy and Horror Films - Saturn Award                              | Meilleure édition spéciale DVD                                                                   | version "Extended Edition"                                                                       | Nomination                                                                                       |                                                                                                  |
| Grammy Awards                                                                                    | Meilleur album de bande-son pour le cinéma, la télévision ou d'autres médias visuels             | Harry Gregson-Williams                                                                           | Nomination                                                                                       |                                                                                                  |
| Grammy Awards                                                                                    | Meilleure chanson écrite pour un film, une télévision ou un autre média visuel                   | Imogen Heap (pour la chanson Can't Take It In)                                                   | Nomination                                                                                       |                                                                                                  |

## Éditions en vidéo
- En France, le film Le Monde de Narnia : Le Lion, la Sorcière blanche et l'Armoire magique est sorti en DVD[17], ainsi que dans une édition DVD collector[18] le 21 juin 2006. Le film ressort dans deux éditions DVD version longue le 29 novembre 2006[19],[20]. À la suite des évolutions techniques, une édition Blu-ray est sortie le 28 mai 2008[21]. Le film est également sorti en VOD le 1er février 2016[8].
- Au Québec, le film est sorti en DVD le 25 janvier 2024[1].

## Autour du film

### Différences entre le livre et le film
Il existe certaines différences entre le livre et le film.
Dans le roman, la bataille n'est pas vue avant l'arrivée d'Aslan, Susan, Lucy et leurs renforts. Cela a été changé dans le film parce qu'Adamson a dit qu'il pouvait se souvenir vivement d'une énorme bataille, un exemple de la façon dont Lewis a laissé beaucoup à l'imagination des lecteurs.
D'autres petits changements incluent la raison pour laquelle les quatre enfants viennent à Narnia, en ce sens qu'un accident brise une fenêtre et les oblige à se cacher. Dans le film, la Sorcière blanche a promis à Edmund de lui donner tout ce qu'il désirait, alors que dans le livre, il est sous l'emprise des loukoums magiques que la Reine lui a offert, créant ainsi une sorte de dépendance.
Tumnus ne rencontre jamais Edmund avant la fin du roman. Des détails mineurs ont été ajoutés aux Pevensies, tels que le nom de leur mère, Helen, étant le prénom réel de la mère de Georgie Henley. Finchley en tant que maison des Pevensies a été inspiré par Anna Popplewell, qui est en fait de Finchley. Adamson a également changé les circonstances dans lesquelles Lucy arrive pour la première fois à Narnia. Il a estimé qu'il était plus naturel qu'elle voie d'abord la garde-robe tout en cherchant une cachette, plutôt que par hasard en explorant la maison.
Le film fait également allusion au rôle du professeur Kirke dans Le Neveu du magicien, comme les gravures sur la garde-robe, quand il s'agit d'une gravure simple dans le roman, et à la surprise et à l'intrigue du professeur lorsque Peter et Susan mentionnent la découverte de Lucy dans la garde-robe. Lorsque C. S. Lewis a écrit son roman, c'était le premier de la série, et l'histoire décrite plus tard par les livres suivants de la série n'existait pas. De plus, dans le roman, le père des enfants Pevensie est à Londres avec leur mère, mais dans le film, leur père se bat dans la guerre comme Lucy le dit à M. Tumnus lorsqu'ils se rencontrent pour la première fois à Narnia.

### Anecdotes
- L'annonceur radio que Peter et Susan écoutent est joué par Douglas Gresham, le coproducteur du film et beau-fils de C. S. Lewis.
- Georgie Henley a perdu sa voix pendant le tournage, de sorte qu'une partie de sa piste vocale a dû être recalée par sa sœur Rachael Henley.
- M. Pevensie n'est aperçu que sur une photo qu'Edmund essaie de récupérer pendant le bombardement. C'est une photo du père de Sim-Evan Jones, le monteur du film.
- L'actrice qui interprète Lucy en version adulte est Rachael Henley, la sœur de Georgie Henley.
- Lors de la scène où Lucy s’apprête à entrer dans l’armoire magique, on peut entendre Peter compter. Et au moment où Lucy sort de l’armoire, Peter reprend le décompte, ce qui signifie que pendant que la jeune fille était dans le monde de Narnia, le monde réel était en arrêt. Cet élément sera repris également à la fin du film.
- Lorsque le Père Noël offre des objets aux Pevensie, chacun d’eux a un symbole d’un lion sur leur objets, symbole représentant Aslan.
- Sur le carquois de l’arc de Susan, il y a ses initiales (S.P.).

### Postérité
Le son de la flûte de pan de M. Tumnus a été repris par le rappeur québécois Manu Militari pour sa musique intitulée Grande plume.

### Controverses
La prononciation du nom Aslan dans l'adaptation française ainsi que la voix française du lion ont déçu beaucoup de fans. De ce fait, une pétition (sondage) a été lancée par deux importants sites traitant de Narnia.[réf. nécessaire],

## Suites
- Deux suites sont sorties, adaptant les histoires suivantes de la série de romans (dans l'ordre d'écriture) :
  - Le Monde de Narnia : Le Prince Caspian (2008)
  - Le Monde de Narnia : L'Odyssée du Passeur d'Aurore (2010)
  - Le Monde de Narnia : Le Fauteuil d'Argent initialement annoncé pour 2019

En 2016, le studio Tristar, qui appartient à la marque Sony, annonce avoir obtenu les droits pour produire le quatrième film du Monde de Narnia : Le Fauteuil d'Argent. Le film serait réalisé par Joe Johnston, mais le tournage n’a pas pu avoir lieu.

## Reboot chez Netflix
En 2018, Netflix annonce avoir obtenu les droits pour produire un film et une série du Monde de Narnia, et ça a même été confirmé qu’il s’agira d’un reboot de la saga,. Dans un tweet publié le 10 novembre 2020, Netflix annonce que les films et séries du Monde de Narnia sont en préparation, les deux premiers films seront réalisés par Greta Gerwig,.